# Drapelul statului New Mexico

Steagul statului New Mexico

Steagul statului New Mexico este reprezentat de un dreptunghi galben, la mijlocul căruia se află un soare de culoare roșie, care reprezintă unul din simbolurile cele mai cunoscute ale populației Zia, unul din triburile nativ-americane.